# Station Gotha
Station Gotha is een spoorwegstation in de Duitse plaats Gotha.  Het station werd in 1847 geopend. 